# Phytomyza franzi
Phytomyza franzi este o specie de muște din genul Phytomyza, familia Agromyzidae, descrisă de Erich Martin Hering în anul 1944.
Este endemică în Austria. Conform Catalogue of Life specia Phytomyza franzi nu are subspecii cunoscute.